# Vertigo (canção)
"Vertigo" é a faixa de abertura e primeiro single do álbum de 2004, How to Dismantle an Atomic Bomb, da banda de rock irlandesa U2. O single foi lançado nas rádios em 24 de setembro; após o lançamento extensivo da canção nas rádios e foi um sucesso internacional, sendo apresentado em uma popular propaganda de televisão de iPod. Ele ganhou o "Melhor Canção de Rock", "Melhor Performance de Rock por um Duo ou Grupo com Vocais" e de "Melhor Vídeo Musical" no Grammy Award de 2005. A canção deu nome à turnê da banda, Vertigo Tour.
A canção foi classificada na posição de número 64 pela Rolling Stone na sua lista de "100 Melhores Canções da Década", e também marcou sua sexta canção na primeira posição no UK Singles Chart.

## Composição
Durante as sessões de gravação de How to Dismantle an Atomic Bomb, "Vertigo" foi originalmente gravada como uma canção chamada de "Full Metal Jacket". The Edge contou à revista Planet Sound que a música era "A mãe de todas as canções de rock" e "A única razão para fazer uma nova gravação". O título foi mudado mais tarde para "Native Son". A letra dessa canção é sobre um homem nativo que foi contra o seu país devido à sua falta de liberdade, uma ideia originalmente inspirado por Leonard Peltier. A música foi através de diversos arranjos músicais e líricas, mas a banda esforçou-se para encontrar uma versão que eles gostassem. Steve Lillywhite foi trazido para tentar encontrar uma combinação, que funcionou enquanto Bono tirou uma folga das sessões do álbum; em seu retorno, Lillywhite perguntou se ele seria capaz de cantar "Native Son" em frente a uma plateia, sendo que Bono achou uma experiência desconfortável. Novas letras foram escritas e Lillywhite ajudou a banda a reorganizar a música. Foi neste momento que a canção foi regravada em "Vertigo". Em 3:08, "Native Son" é poucos segundos do tempo de execução de "Vertigo". A canção foi lançada no álbum digital Unreleased & Rare, entretanto, disponível apenas através da compra de todo o box set de The Complete U2, bem como a coletânea Medium, Rare & Remastered lançado em 2009, somente para os membros do site oficial, U2.com.
A banda tocou "Vertigo" em um comercial de televisão para o iPod, da Apple, como parte de um plano de marketing cruzado para promover o álbum e produtos de música da Apple (em especial iPod U2 Special Edition e a iTunes Store do box set exclusivo do U2, The Complete U2).
No início da canção, Bono conta (off) em espanhol: "Uno, dos, tres, catorce!". Quando questionado sobre esta esquisitice em uma entrevista na Rolling Stone, Bono respondeu: "Pode ter havido algum tipo de álcool envolvido". Na versão ao vivo no filme-concerto Vertigo 2005: Live from Chicago, Bono brinca falando em gaélico irlandês. A resposta espanhola de "¡Hola!" também é ouvida por trás do refrão "Hello, hello", bem como "¿Dónde está?" ("Onde ele está?") após a linha "I'm at a place called Vertigo" ("Eu estou em um lugar chamado Vertigo").
A parte "Hello, hello" em si é uma reminiscência de letras semelhantes à "Stories for Boys" do seu álbum de estreia, Boy; nos shows da Vertigo Tour, a banda frequentemente inclui uma seção na última canção em suas performances de "Vertigo". Estes concertos foram também destacados por vezes "Vertigo", uma vez no início do show e novamente como um encore final; isso também relembra os primeiros dias do U2, quando não tinham músicas suficientes para preencher uma apresentação inteira e teve que repetir algumas no final.

## Vídeo da música
O vídeo da canção apresenta a banda tocando em um deserto emitindo jatos escuros por trás de cada membro da banda; em uma área vasta com um grande dentro de um círculo branco como motivo para a gráfica do álbum. A plataforma circular que a banda se apresenta, constantemente se eleva para cima e para baixo em forma de espiral, enquanto o vento sopra o vento no rosto dos integrantes. O vídeo foi dirigido por Alex Courtes e Martin Fougerol Martin. Foi gravado na Espanha, no Parque Natural do Delta do Ebro.

## Lista de faixas

### Single em vinil
| Interscope B0003580-21. Estados Unidos. Vinil de 7" |                                 |         |  |
| N.º                                                 | Título                          | Duração |  |
| 1.                                                  | "Vertigo" (Single Version Edit) | 3:11    |  |
| 2.                                                  | "Vertigo" (Single Version Edit) | 3:11    |  |

| Interscope 12IS878 / 986 856-7. Reino Unido. Vinil de 12" |                              |         |  |
| N.º                                                       | Título                       | Duração |  |
| 1.                                                        | "Vertigo" (Jacknife Lee 12") | 5:36    |  |
| 2.                                                        | "Vertigo" (Jacknife Lee 7")  | 3:08    |  |
| 3.                                                        | "Vertigo" (Jacknife Lee 10") | 4:13    |  |

| Interscope 12IS886. Reino Unido. Vinil de 12" |                                |         |  |
| N.º                                           | Título                         | Duração |  |
| 1.                                            | "Vertigo" (Redanka Power Mix)  | 7:32    |  |
| 2.                                            | "Vertigo" (Trent Reznor Remix) | 3:38    |  |

### Single em CD e DVD
| CD 1 / Mini CD |                                 |         |  |
| N.º            | Título                          | Duração |  |
| 1.             | "Vertigo" (Single Version Edit) | 3:11    |  |
| 2.             | "Are You Gonna Wait Forever?"   | 3:48    |  |

| CD 2 |                                 |         |  |
| N.º  | Título                          | Duração |  |
| 1.   | "Vertigo" (Single Version Edit) | 3:11    |  |
| 2.   | "Vertigo" (Jacknife Lee 10")    | 4:13    |  |
| 3.   | "Neon Lights"                   | 4:07    |  |

| Island/Interscope UICI-5017. Japão. 5" CD |                                 |         |  |
| N.º                                       | Título                          | Duração |  |
| 1.                                        | "Vertigo" (Single Version Edit) | 3:11    |  |
| 2.                                        | "Are You Gonna Wait Forever?"   | 3:48    |  |
| 3.                                        | "Neon Lights"                   | 4:07    |  |
| 4.                                        | "Vertigo" (Live at HQ Video)    | 3:11    |  |

| DVD single |                                             |         |  |
| N.º        | Título                                      | Duração |  |
| 1.         | "Vertigo" (Live at HQ Video)                | 3:11    |  |
| 2.         | "Vertigo" (Áudio com galeria de fotos)      | 3:11    |  |
| 3.         | "Are You Gonna Wait Forever?"               | 3:48    |  |
| 4.         | "Vertigo" (Jacknife Lee 10") (Lisbon vídeo) | 4:13    |  |

## Desempenho nas paradas
Após o seu lançamento, "Vertigo" estreou em #18 posição na Alternative Songs (antes chamada de Modern Rock Tracks) e na #46 posição na Billboard Hot 100; nas semanas seguintes, a canção saltou para a #1 posição no Modern Rock Tracks; também passou da #27 lugar para a #3 posição no Hot Mainstream Rock Tracks (originalmente chamado de Mainstream Rock Tracks) e da #35 posição para a posição de número #9 na Billboard Adult Pop Songs. Estreou em #1 posição no gráfico da Hot Digital Tracks, e depois de cair para o #4 lugar, retomou à primeira posição novamente. A música mais tarde moveu-se para o top 40 da Billboard Hot 100, alcançando a #31 posição, permanecendo por 20 semanas nas paradas.
No Reino Unido, a canção passou da lista B da BBC Radio 1, na primeira semana de seu lançamento nas rádios, para a lista A na segunda semana. A canção foi lançada comercialmente em 15 de novembro, que estreou em #1, e permanceceu por lá uma semana, depois passando 9 semanas no top 40.
Na Austrália, a faixa estreou em #5 lugar no ARIA Charts estando na #38 posição no Triple J Hottest 100 de 2004. Nos Países Baixos, "Vertigo" alcançou a #2 posição no Mega Top 100.
No Brasil, o single ganhou disco de ouro com mais de 50.000 downloads.
O single digital possui um estatuto com 2x platina nos Estados Unidos, vendendo mais de 400.000 downloads (em 2005 o status de platina para downloads foi obtida em 200.000 vendidos).

### Paradas musicais
| Paradas (2004)                           | Melhor posição |
| ---------------------------------------- | -------------- |
| Austrália Singles Chart                  | 5              |
| Áustria Singles Chart                    | 4              |
| Bélgica Belgian Singles Chart (Flanders) | 16             |
| Bélgica Belgian Singles Chart (Wallonia) | 9              |
| Canadá Singles Chart                     | 2              |
| Dinamarca Singles Chart                  | 1              |
| Países Baixos MegaCharts                 | 2              |
| Finlândia Singles Chart                  | 2              |
| França Singles Chart                     | 12             |
| Irlanda Singles Chart                    | 1              |
| Itália Singles Chart                     | 1              |
| Japão Singles Chart                      | 10             |
| Nova Zelândia Singles Chart              | 5              |
| Noruega Singles Chart                    | 2              |
| Espanha Singles Chart                    | 1              |
| Suécia Singles Chart                     | 2              |
| Suíça Singles Chart                      | 6              |
| UK Singles Chart                         | 1              |
| Billboard Hot 100                        | 31             |
| Billboard Hot Dance Club Play            | 8              |
| Billboard Hot Mainstream Rock Tracks     | 3              |
| Billboard Alternative Songs              | 1              |
| Billboard Pop 100                        | 10             |
| Billboard Top 40 Mainstream              | 35             |
| Billboard Top 40 Tracks                  | 37             |

## Prêmios
"Vertigo" foi galardoada com o prêmio de Melhor Rock na edição de 2005 da Gala Melhores do Ano, da estação regional portuguesa Rádio Nova Era.